# Fanny Edelman
Fanny Edelman (San Francisco (Córdoba), 27 februari 1911 – Buenos Aires, 1 november 2011) was een Argentijns politica.

## Biografie
Fanny Edelman werd geboren als Fanny Jabcovsky, als dochter van Russische en Poolse Joodse immigranten. In 1930 sloot ze zich aan bij de communistische partij. Eind jaren 30 maakte ze deel uit van de Internationale Brigades tijdens de Tweede Spaanse Republiek. Tot aan haar dood was ze voorzitster van de Communistische Partij van Argentinië.
- Catàleg d'autoritats de noms i títols de Catalunya: 981058524450606706
- Gemeinsame Normdatei: 130188352
- International Standard Name Identifier: 0000 0003 7428 4395
- Library of Congress Control Number: n90625356
- Nationale Bibliotheek van Israël: 987007260636405171
- Virtual International Authority File: 4089254
- WorldCat: E39PBJxmHpwm4VkPhJKmcQqxXd